# Gavrilovskij rajon
Il Gavrilovskij rajon (in russo Гавриловский район?) è un rajon dell'Oblast' di Tambov, nella Russia europea; il capoluogo è Gavrilovka Vtoraja. Istituito nel 1935, ricopre una superficie di 1.050 chilometri quadrati e consta di una popolazione di circa 12.000 abitanti.